# P64 (拳銃)
P64は、1964年にポーランドで制式採用された自動式拳銃である。

## 概要
軍用として開発された中型拳銃で、設計はドイツ製のワルサーPPから強い影響を受けている。製造はザクワディ・メタロヴェ・ウゥチニクで行われた。
ソ連製のマカロフに対応する拳銃であり、同じ9x18mmマカロフ弾を使用する。原型のPPと同様、作動方式はブローバック式、撃発機構はハンマー露出型のダブルアクションである。スライド左側面にデコッキングレバーを兼ねたマニュアルセフティが配置されている。スライドやフレームは削り出し加工で製造されている。
1964年にポーランド人民共和国軍の制式拳銃となり、ソ連製のトカレフTT-33拳銃を置き換えた。P64は高コストの削り出し加工で製造されていたことから、のちにプレス加工を取り入れたP83 バナドが後継として開発されている。